# SC존슨
S. C. 존슨 앤드 선 인코퍼레이션(영어: S.C. Johnson & Son, Inc.)은 미국의 종합 생활용품 업체이다. 본사는 위스콘신주 러신에 있다. 비슷한 이름의 존슨앤드존슨과는 아무런 관계가 없는 회사이다.

## 역사
1886년 라신에서 새뮤얼 커티스 존슨이 왁스를 비롯한 가정용품을 제조하는 회사로 설립하였으며, 이후 존슨 가문의 가족회사로 경영이 이어지고 있다. 살충제, 방향제, 세정제, 식품보관 용기 등의 제조와 판매로 유명하다. 방향제 그레이드(Glade), 식품보관 용기 지퍼락(Ziploc), 유리세정제 윈덱스(Windex), 가구광택제 프레지(Pledge), 살충제 레이드(Raid) 등이 미국과 세계 여러 나라 시장에서 널리 알려진 브랜드이다. 대한민국에도 에스씨존슨코리아(유)란 이름으로 진출하여 살충제, 방향제, 크리너, 식품보관용기의 4가지 카테고리를 중심으로 여러 제품을 생산하거나 수입하여 판매하고 있으며, 그레이드나 지퍼락 등의 제품은 잘 알려져 있다. 대한민국 시장에서는 삼성제약의 살충제 브랜드 에프킬라의 상표권과 제조판매권을 인수하여 에프킬라도 판매하고 있다.